# Valentigney
Valentigney – miejscowość i gmina we Francji, w regionie Burgundia-Franche-Comté, w departamencie Doubs.
Według danych na rok 1990 gminę zamieszkiwały 13 133 osoby, a gęstość zaludnienia wynosiła 1348 osób/km² (wśród 1786 gmin Franche-Comté Valentigney plasuje się na 9. miejscu pod względem liczby ludności, natomiast pod względem powierzchni na miejscu 452.).